# Amphioplus sepultus
Amphioplus sepultus är en ormstjärneart som beskrevs av Hendler 1995. Amphioplus sepultus ingår i släktet Amphioplus och familjen trådormstjärnor. Inga underarter finns listade i Catalogue of Life.